# Дішна
Дішна (араб. دشنا) — місто в центральній частині Єгипту, розташоване на території мухафази Кена.

## Географія
Місто знаходиться в західній частині мухафази, правобережжя Нілу, на відстані приблизно 22 кілометрів західніше-північно західідніше від Кени, адміністративного центру провінції. Абсолютна висота — 60 метрів над рівнем моря.

## Демографія
За даними перепису 2006 року чисельність населення Дішни становила 52 534 осіб.
Динаміка чисельності населення міста по роках:
| 1986   | 1996   | 2006   |
| ------ | ------ | ------ |
| 37 978 | 44 125 | 52 534 |

## Транспорт
Найближчий аеропорт розташований в місті Луксор.